# Tmarus perditus
Tmarus perditus là một loài nhện trong họ Thomisidae.
Loài này thuộc chi Tmarus. Tmarus perditus được Cândido Firmino de Mello-Leitão miêu tả năm 1929.